# Adolphe Abrahams
Sir Adolphe Abrahams (6 de febrero de 1883 - 11 de diciembre de 1967) fue un médico británico y se le considera el fundador de la ciencia del deporte británica.

## Carrera
Abrahams nació en Ciudad del Cabo el 6 de febrero de 1883, hijo de Isaac y Esther Abrahams. Estudió en la Bedford Modern School entre 1891 y 1899, en la Bedford School y en el Emmanuel College de Cambridge.
Abrahams es considerado el fundador de la ciencia del deporte británica. Fue el oficial médico a cargo de los equipos olímpicos británicos desde 1912 hasta 1948. También fue presidente de la Asociación Británica de Deportes y Medicina y miembro de la Real Sociedad de Medicina.
Abrahams fue nombrado caballero en 1939. 

## Vida familiar
Abrahams se casó con Adrienne Walsh en 1922; tuvieron un hijo y una hija.  Era el hermano mayor de los atletas Harold Abrahams CBE y Sir Sidney Abrahams KC . Murió el 11 de diciembre de 1967. 
En la película ganadora del Oscar Carros de fuego, sobre su hermano Harold Abrahams, interpretado por Ben Cross, Harold le muestra a su amigo una foto de su hermano, un médico que era Adolphe Abrahams.